# شون كاري (لاعب هوكي الجليد)
شون كاري (بالإنجليزية: Sean Curry)‏ هو لاعب هوكي الجليد أمريكي، ولد في 29 أبريل 1982 في بورنسفيل في الولايات المتحدة.

## وصلات خارجية
- شون كاري على موقع دوري الهوكي الوطني (الإنجليزية)
- شون كاري على موقع EliteProspects.com (الإنجليزية)
- شون كاري على موقع HockeyDB.com (الإنجليزية)